# Östen Wikström
Östen Wikström, född 1750, död 1807, var en svensk skeppare i Valdemarsvik. Han var son till Sven Hemingsson på gården Wammar och Anna Östensdotter från gården Fifalla. Han gifte sig med Maria Persdotter Ringborg från Syntorp. Han hette ursprungligen Östen Svensson, efternamnet kom från faderns förnamn och förnamnet var inspirerat av moderns efternamn. I samband med att han gifte sig ändrade han efternamnet till Wikström. Östen Wikström ägde och brukade Wammars Sörgård men flyttade ned och byggde sin mangårdsbyggnad i Valdemarsvik. Han tror initiativ utöver jordbruket. Han anlade ett mindre skeppsvarv, ägde skutor och fraktade malm till Borkhults bruk och Gusums bruk och anlade dessutom ett maltbryggeri. 
Östen Wikström var far till sex söner: Nils Fredrik Wikström; Sven Peter Wikström; Erik Gustaf Wikström; Anders Wikström; Karl Magnus Wikström, Johannes Wikström (1804-1847).